# -ski (formant)
-ski – formant przymiotnikowy, kontynuat prasłowiańskiego -ьskь-jь. Określa przynależność, na przykład „niebieski” (w XIV wieku) oznaczało „przynależny do nieba”. Za pomocą tego przyrostka tworzono również przymiotniki od nazw krajów i miast, na przykład włoski, ateński, chrzanowski. W nazewnictwie polskim oraz ogólnosłowiańskim jest to formant produktywny dla nazw topograficznych i dzierżawczych. Posiada oboczności „-sk” i „-sko” na przykład Gdańsk, Dolsko, Smolsko. Małopolskie i mazowieckie nazwy z XII wieku (Busk, Płońsk, Połtowsk, Płock) wskazują, gdzie pierwotnie przebiegała granica występowania formantów „-sk” i „-sko”, która pokrywała się z granicą mazurzenia.
Z czasem przymiotniki zawierające formant „-ski” zaczęły służyć do tworzenia nazwisk, na przykład Tarnowski (z Tarnowa), Zamojski (z Zamościa), Suski (z Suchej). Od XIV wieku nazwy tworzone za pomocą formantu „-ski” stawały się coraz bardziej powszechne, najpierw w Wielkopolsce, na Pomorzu i Mazowszu. Liczne złożone przyrostki świadczą o produktywności formantu „-ski”:
- -owski: andrzejowski, doktorowski (XV wiek)
- -iński: dzieciński (dziecinny), macoszyński (macoszyn)
- -ański: afrykański, zakopiański (zamiast zakopański)
- -ajski: hawajski, jawajski
- -ejski: dantejski, europejski
- -ijski: monachijski, chilijski
- -eński: genueński, budapeszteński[2]